# Michel Fourmont
Michel Fourmont, född den 28 september 1690 i Herblay nära Argenteuil, död den 5 februari 1746, var en fransk orientalist. Han var bror till Étienne Fourmont och farbror till Claude-Louis Fourmont. 
Fourmont blev 1720 professor i syriska vid Collège de France och skickades 1727 i vetenskapligt ändamål till Grekland. Där samlade han ett stort antal gamla inskrifter och manuskript, men anklagades att av forskarnit ha förstört åtskilliga dyrbara lämningar av antik konst och blev därför återkallad. En berättelse om hans resa trycktes i Histoire de l'Académie des inscriptions, VII, men hans arbeten blev aldrig fullständigt utgivna.